# モンロー郡 (ウェストバージニア州)
モンロー郡（英: Monroe County）は、アメリカ合衆国ウェストバージニア州の南部に位置する郡である。2010年国勢調査での人口は13,502人であり、2000年の14,583人から7.4%減少した。郡庁所在地はユニオン町（人口565人）であり、同郡で人口最大の町はアルダーソン町（人口1,184人）である。モンロー郡は1799年にグリーンブライア郡から分離して設立され、郡名はその後に第5代アメリカ合衆国大統領になったジェームズ・モンローに因んで名付けられた。
モンロー郡は米西戦争で有名になったアンドリュー・サマーズ・ローワンの故郷である。エルバート・ハバードの著書『ガルシアへのメッセージ』にローワンのことが描かれている。1928年、ジョーンズ・ダイアモンドと呼ばれる34.48カラット (6.896 g) のダイアモンドが発見された。発見者はグロバー・C・ジョーンズとその息子ウィリアム・"パンチ"・ジョーンズだった。
モンロー郡は独自の祭日であるファーマーズデイを祝っており、近隣の町には良く知られている。

## 歴史
モンロー郡は1799年1月14日、グリーンブライア郡の1部から設立された。郡名は当時バージニア州出身の政治家で上院議員、後に第5代アメリカ合衆国大統領になったジェームズ・モンローに因んで名付けられた。

## 地理
アメリカ合衆国国勢調査局に拠れば、郡域全面積は474平方マイル (1,227 km2)であり、このうち陸地473平方マイル (1,226 km2)、水域は0平方マイル (1 km2)で水域率は0.16%である。

### 河川
- ジェームズ川の支流としてポッツ・クリークがある
- ニュー川の支流として、グリーンブライア川とインディアン・クリークがある
- グリーンブライア川の支流として、セコンド・クリークとシンクス・グローブがある

### 主要高規格道路
- アメリカ国道219号線
- ウェストバージニア州道3号線
- ウェストバージニア州道12号線
- ウェストバージニア州道122号線
- ウェストバージニア州道311号線

### 隣接する郡
- グリーンブライア郡 - 北
- アリゲイニー郡 (バージニア州) - 北東
- クレイグ郡 (バージニア州) - 東
- ジャイルズ郡 (バージニア州) - 南
- サマーズ郡 - 西

### 国定自然ランドマーク
- グリーンビル・ソルトピーター洞窟

国定ではないが、元硝石を採掘していたヘインズ洞窟もある。18世紀末に坑夫によって奇妙な骨が発見され、トーマス・ジェファーソンの元に郵送された。ジェファーソンによる研究の結果、この骨は「メガロニクス・ジェファソニー」あるいは「大きなツメ」と名付けられ、ジェファーソンの3本指ナマケモノと呼ばれるようになった。アメリカの古生物学の誕生になったとされている。2008年にはウェストバージニア州の公認化石に指定された。

### 歴史的な建造物
- インディアン・クリーク屋根付橋
- レホボス教会
- ローレル・クリーク屋根付橋

### 国立保護地域
- ジョージ・ワシントン国立の森（部分）
- ジェファーソン国立の森（部分）

## ファーマーズデイ
ファーマーズデイは毎年6月の第1土曜日にユニオン町で開催されている。この町は周辺地域に数多くある農家を顕彰するために開催され、地元グロサリーストアの駐車場で開かれる金曜夜のダンスに始まり、土曜日はパンケーキ・ブレックファストとパレード、sらに日曜夜にかけて多くのショー、ゲームなどが行われている。
郡民が生産した新鮮な食品が側道沿いで販売され、多くの駐車場では子供向けのゲームがあり、週末を通じて地元バンドによる音楽の生演奏がある。人気があるのは馬のショー、カーショー、さらに花火である。

## 人口動態
以下は2000年の国勢調査による人口統計データである。
| 基礎データ - 人口: 14,583人 - 世帯数: 5,447 世帯 - 家族数: 3,883 家族 - 人口密度: 12人/km2（31人/mi2） - 住居数: 7,267軒 - 住居密度: 6軒/km2（15軒/mi2） 人種別人口構成 - 白人: 92.67% - アフリカン・アメリカン: 5.98% - ネイティブ・アメリカン: 0.23% - アジア人: 0.16% - 太平洋諸島系: 0.01% - その他の人種: 0.03% - 混血: 0.92% - ヒスパニック・ラテン系: 0.49% | 年齢別人口構成 - 18歳未満: 20.1% - 18-24歳: 8.1% - 25-44歳: 30.3% - 45-64歳: 26.1% - 65歳以上: 15.4% - 年齢の中央値: 40歳 - 性比（女性100人あたり男性の人口） - 総人口: 79.7 - 18歳以上: 73.8 世帯と家族（対世帯数） - 18歳未満の子供がいる: 29.0% - 結婚・同居している夫婦: 59.8% - 未婚・離婚・死別女性が世帯主: 7.9% - 非家族世帯: 28.7% - 単身世帯: 25.8% - 65歳以上の老人1人暮らし: 13.1% - 平均構成人数 - 世帯: 2.41人 - 家族: 2.88人 | 収入と家計 - 収入の中央値 - 世帯: 27,575米ドル - 家族: 35,299米ドル - 性別 - 男性: 25,643米ドル - 女性: 22,104米ドル - 人口1人あたり収入: 17,435米ドル - 貧困線以下 - 対人口: 16.2% - 対家族数: 12.6% - 18歳未満: 21.3% - 65歳以上: 12.3% |

## 連邦政府の機関

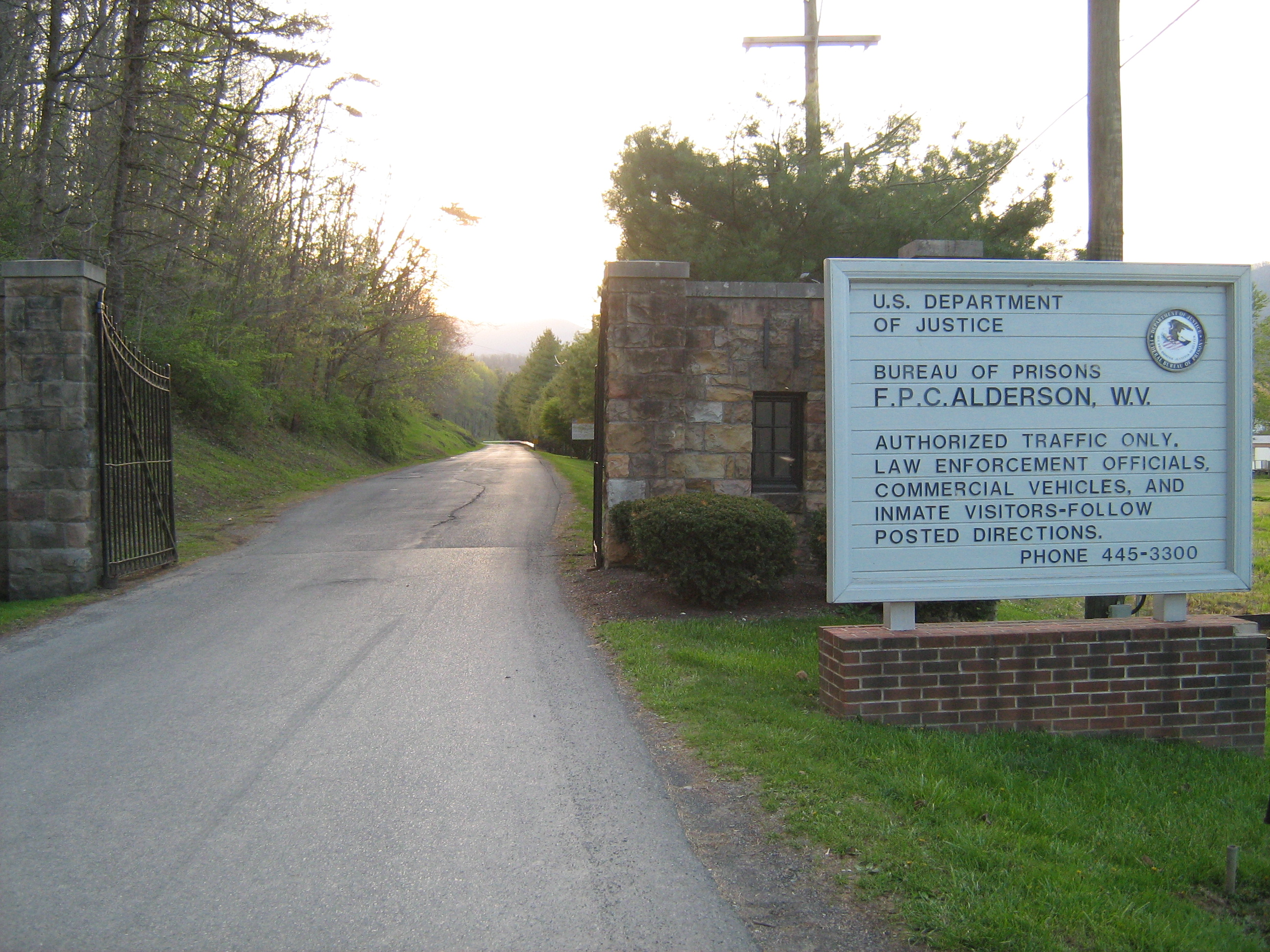
アルダーソン連邦プリズン・キャンプ

アメリカ合衆国刑務所局のアルダーソン連邦プリズン・キャンプがモンロー郡とサマーズ郡の未編入領域に跨って、アルダーソン町のすぐ西に立っている。連邦政府としては初の女性刑務所である。

## 都市と町

### 法人化自治体
- アルダーソン（部分）
- ピーターズタウン
- ユニオン - 郡庁所在地

### 未編入の町
| - バラード - バレンジー - ボズー - キャシュミア - クローバーデール - クリムゾンスプリングス - エルムハースト - ギャップミルズ - ゲイツ - グレイス - グリーンビル - ヒルズデール | - ハリウッド - キーナン - ノブズ - ローレルブランチ - リリーデール - リンドサイド - モニター - ピッカウェイ - レインズコーナー - レッドサルファースプリングス | - ロックキャンプ - ソルトサルファースプリングス - サートン - セコンドクリーク - シンクスグローブ - スウィートスプリングス - ウェイトビル - ウェイサイド - ワイケル - ウルフクリーク - ゼニス |

## 教育
- ジェームズ・モンロー高校
- マウンテンビュー小中学校
- ピーターズタウン中学校
- ピーターズタウン小学校